# Montan
|  | Aquest article tracta sobre el municipi italià. Vegeu-ne altres significats a «Montan (trobador)». |

|  | Aquest article tracta sobre el municipi italià. Si cerqueu el municipi valencià, vegeu «Montant». |

Montan (italià Montagna) és un municipi italià, dins de la província autònoma de Tirol del Sud. És un dels municipis del districte d'Überetsch-Unterland. L'any 2007 tenia 1.482 habitants. Comprèn les fraccions de Glen (Gleno), Gschnon (Casignano), Kaltenbrunn (Fontanefredde) i Pinzon (Pinzano). Limita amb els municipis d'Aldein, Auer, Neumarkt, Salurn, Tramin an der Weinstraße, Truden i Capriana.

## Situació lingüística
| Pertinença lingüística (cens 2001) | 93,82% alemany |
| Pertinença lingüística (cens 2001) | 6,04% italià   |
| Pertinença lingüística (cens 2001) | 0,15% ladí     |

## Administració

Territori comunal

| Període   | Identitat            | Partit |
| --------- | -------------------- | ------ |
| 1990-2010 | Alois Amort          | SVP    |
| 2010-     | Monika Delvai Hilber | SVP    |